# 크리스티앙 라크루아

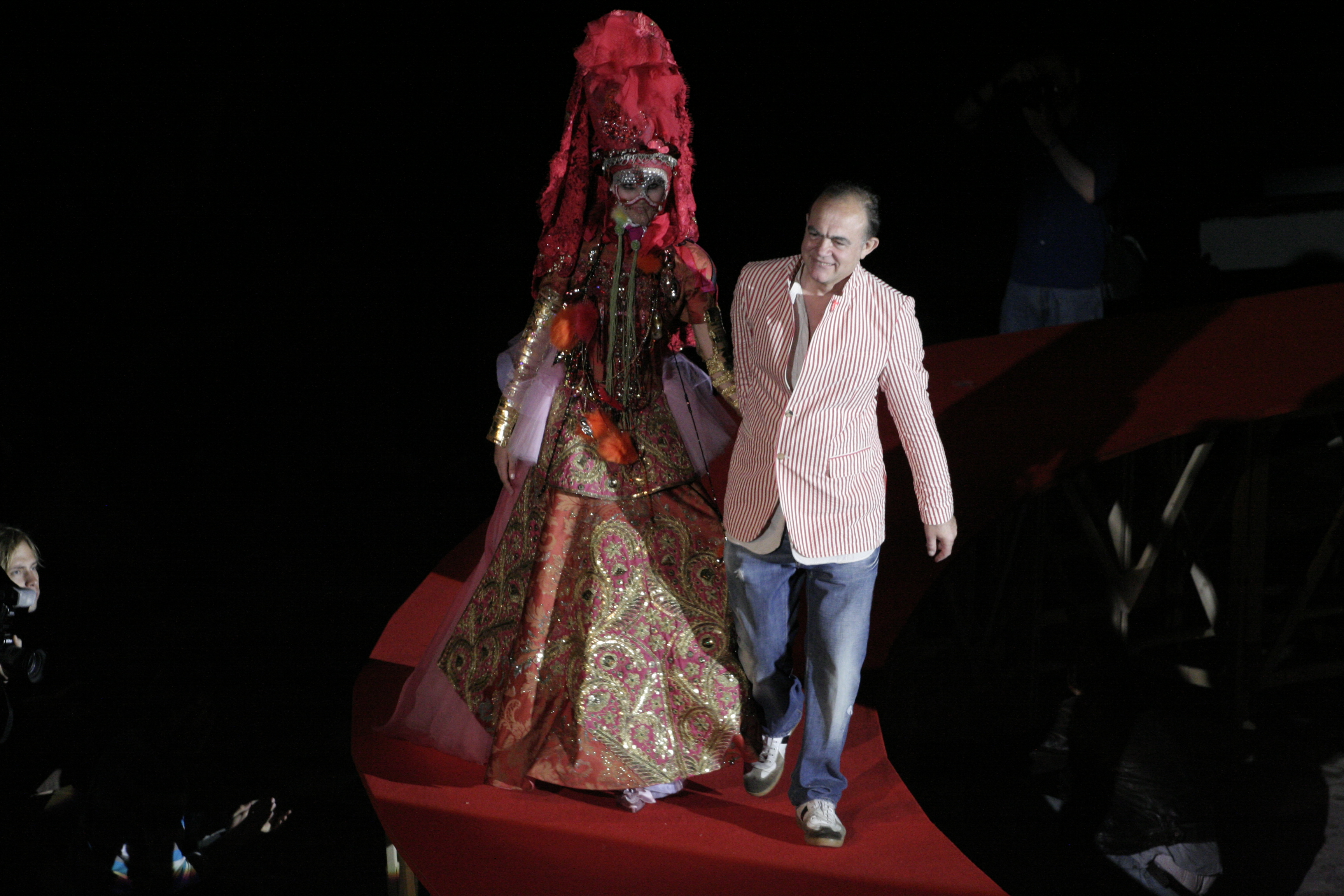
크리스티앙 라크루아

크리스티앙 마리 마크 라크루아(프랑스어: Christian Marie Marc Lacroix, 1951년 5월 16일 ~ )는 프랑스의 패션 디자이너이다. 그가 설립한 기업의 이름이기도 하다.
라크루아의 디자인은 럭셔리와 태평함을 합쳐놓는다. 강한 컬러 센스와 패턴 믹스가 특징이다.